# 苏热
苏热（法語：Sougé，法語發音：[suʒe]）是法国卢瓦-谢尔省的一个市镇，属于旺多姆区。

## 地理
苏热（47°46'13"N, 0°43'40"E）面积16.88 平方千米，位于法国中央-卢瓦尔河谷大区卢瓦-谢尔省，该省份为法国中北部省份，北起厄尔-卢瓦省，东北接卢瓦雷省，东南接谢尔省，南至安德尔省，西南接安德尔-卢瓦尔省，西北接萨尔特省。
与苏热接壤的市镇（或旧市镇、城区）包括：阿尔坦、博讷沃、特罗、布赖河畔贝塞、瓦莱德龙萨、卢瓦昂瓦莱。

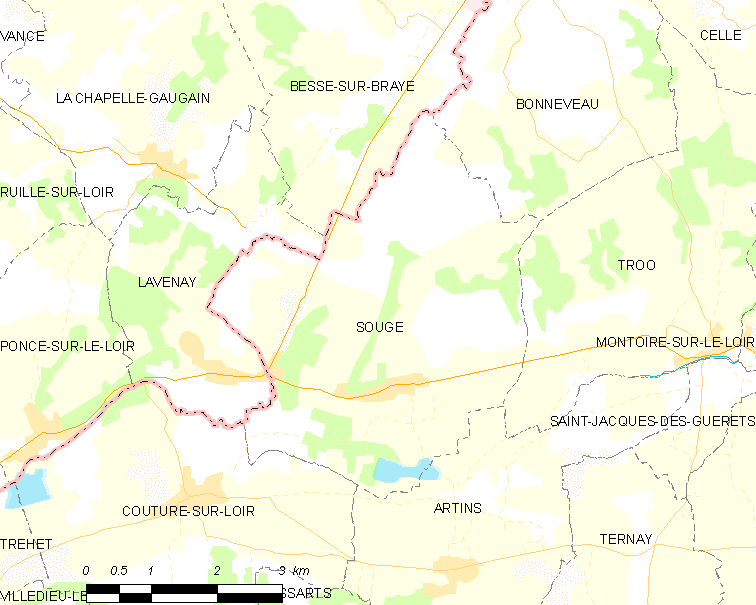
苏热的OSM定位图

苏热的时区为UTC+01:00、UTC+02:00（夏令时）。

## 行政
苏热的邮政编码为41800，INSEE市镇编码为41250。

## 政治
苏热所属的省级选区为佩尔什县。

## 人口

1962-2008年间苏热人口变化图示

苏热于2022年1月1日时的人口数量为478人。